# Isabel Moreton

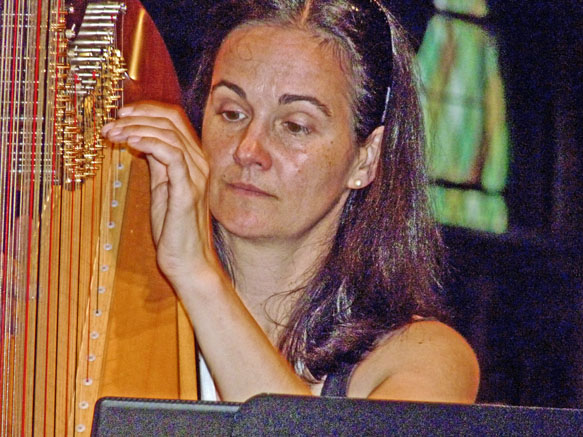
Isabel Moreton beim World Harp Congress 2011 in Vancouver

Isabel Moreton Achsel (* 14. August 1966 in Berlin) ist eine deutsch-spanische Harfenistin und Hochschuldozentin.

## Leben und Werk
Isabel Moreton Achsel wuchs zunächst in Spanien auf. Sie zog dann aber nach Hannover und ging dort zur Schule. Isabel Moreton ist verheiratet mit dem Journalisten und Kreisheimatpfleger Stefan Kritzer.
Isabel Moreton studierte bei Ruth Konhäuser an der Hochschule für Musik, Theater und Medien Hannover. 1992–1993 war sie als Harfenistin am Landessinfonieorchester Thüringen/Gotha engagiert. 1994 bis 1995 studierte sie an der Indiana University Bloomington bei Susann McDonald.
Während ihres Studiums belegte sie Meisterkurse bei Susanna Mildonian, Nicanor Zabaleta und Andrew Lawrence King.
Isabel Moreton unterrichtet an der Hochschule für Musik und Theater Hamburg im Fach Harfe und Didaktik und Methodik der Harfe. 2019 wurde sie von der Behörde für Wissenschaft, Forschung und Gleichstellung für herausragende Leistungen in der Hochschullehre mit dem Hamburger Lehrpreis 2019 ausgezeichnet.
In Kursen und Meisterkursen fördert sie seit vielen Jahren den musikalischen Nachwuchs, wie z. B. bei Jeunesses Musicales in Schloss Weikersheim, im Palac Radszejowize (Polen), Conservatorio di Musica Giuseppe Tartini in Triest (Italien), Blue Lake Fine Arts Camp (USA) und Czech music camp in Horni Jeleni (Tschechien).
Als Jurorin wirkte sie in diversen Wettbewerben, wie dem International Iberian Competition for Chamber Music in Madrid, Spanien, 2018; 5th International Harp Competition in Szeged, Ungarn, 2019, (Vorsitz der Jury und Stifterin des zweiten Preises); 1st Helsinki International Harp Competition, Finnland, 2020; Verfemte Musik Schwerin (2011) und Jugend musiziert.
Seit 2015 ist Isabel Moreton Vorsitzende des Verbands der Harfenisten in Deutschland (VDH) und Chefredakteurin des World Harp Congress Review.
Isabel Moreton schreibt regelmäßig zur Geschichte und Pädagogik der Harfe in Fachzeitschriften. (American Harp Journal, World Harp Congress Review, Harfe heute!) Im Furore Verlag Kassel hat sie eine Edition mit Werken unbekannter Komponistinnen für Gesang und Harfe aus der Zeit um 1800 mit umfangreichem Vorwort, Biografien und Werknotizen herausgegeben.
Mit der Panflötistin Hannah Schlubeck spielt sie seit 2005 im Duo.

## Diskografie (Auswahl)
- „Schwerelos“: Harfenmusik des 19. bis 21. Jahrhunderts mit Werken von J. Arnecke, M. Glinka, G. Pierné, H. Büsser, A. Zabel
- „Harfenklänge“: Musik für Harfe solo von M. Samuel-Rousseau, M. Tournier, J. Parry, L. Spohr
- „Chansons d’Amour“: Europäische Liebeslieder für Sopran und Harfe mit Julia Barthe
- „Méditation Romantique“: Musik für Panflöte und Harfe mit Matthias Schlubeck
- „Charms of Christmas“: Weihnachtliche Musik für Panflöte und Harfe mit Matthias Schlubeck

## Schriften
- „Rosa & Henry“ und „L'amour et le printemps“ Lieder um 1800 von Komponistinnen für Gesang und Harfe, Edition mit Vorwort, Biografien und Werknotizen, Furore Verlag Kassel 2011
- „Franz Poenitz (1850–1912)“ in World Harp Congress Review 2012, Band XI, Nr. 3
- „Gottlieb Krüger (1824–1892)“ in World Harp Congress Review, 2013, Band XI, Nr. 4 und Nr. 5, Forschung über den Harfenisten der Königlichen Kapelle Stuttgart (1842–1892)
- „Spiders with Seven Legs – An Interview with Paul Patterson“, in World Harp Congress Review, 2014, Band XII, Nr. 2
- “The Evening Bell für Klavier und Harfe” von Felix Mendelssohn Bartholdy – Eine Entstehungsanekdote, in „Harfe heute!“ 2019 (1), S. 30.